# ディジタル・ホームズ
ディジタル・ホームズ（Digital Holmes）は2001年にアークシステムワークスから発売されたアドベンチャーゲーム。PlayStation 2専用ソフトである。

## 概要
シャーロック・ホームズシリーズのホームズ、ワトソンの子孫が職を変え、48時間以内に事件を解決するゲーム。途中交渉場面（タクティカル・トーク）があり、会話コマンドを選びながら相手を説得して捜査を有利に展開する。また、各キャラクターには好感度が設定されており、この値が高くなると様々なイベントが発生する。

## あらすじ
2000年5月31日深夜、スコットランドヤード特捜部に一通のメールが舞い込んだ。匿名で送られたそのメールは、国際手配犯・Ibがロンドンの聖バーソロミュー病院に現れるという内容だった。アルはパートナーのトムと共に病院に駆けつけるが、そこにいたのはアルの知り合いの少女・エミリアだった。その時一発の銃声が鳴り響く。
被害者はジャック・ホームズ。翌朝、ヤードにジャックは自分の叔父だという子供がやってきた。ヒュー・イブカ・ホームズだ。イブカはジャックを撃った犯人を探し出すというが、法律上イブカがロンドンに居られる時間はごく僅かだった。何故ジャックは撃たれたのか。謎の犯罪者Mとは?こうしてアルはイブカとコンビを組み、48時間以内に事件を解決することとなった。

## 登場人物

### 主な登場人物
アレフ・H・ワトソン（アル）
声 - 野島健児
誕生日：1973年12月28日／性別：男性／身長：174cm／所属：スコットランドヤード特捜部IT犯罪課／性格：誠実、紳士的、爽やか、優柔不断、不運、苦労性
主人公。エリート刑事だがやや弱気な26歳（PS2版当時）。かつてのホームズの助手ワトソンの末裔。温厚で誰にでも好かれる性格だが、優しすぎる性格がときに仕事の足を引っ張ることもある。イブカと出会ってからは監視役兼お守り役を任命され、度々振り回されることとなる。
ヒュー・イブカ・ホームズ／井深飛由（Ib）
声 - 寺田はるひ
誕生日：1986年6月1日／性別：不詳／身長：158cm／装備：ウェアラブルコンピュータ「シン」 他いろいろなおもちゃ／性格：気まぐれ、自己中心的、ザンコク、マイペース、一貫性なし、自信家、猫、コドモ
14歳（PS2版当時）。シャーロック・ホームズの末裔。天才ハッカー「Ib」として金融詐欺その他で国際指名手配されている。ウェアラブルコンピュータ「シン」を肌身離さず身につけており、天才的な頭脳を自分の好きなことだけに使う。世界中をフラフラと逃げ回りながら、様々な事件に巻き込まれている。
ブライアン・ウルフ
声 - 小林壮太郎
誕生日：1974年5月5日／性別：男性／所属：スコットランドヤード特捜部テロ対策課／性格：体育会系、無鉄砲、豪胆（バカ）
飲んで騒いで暴れるのが好きな特捜部の問題児。アルとは中学時代からの親友だが性格は正反対で、意見が食い違うことも多い。正義を重んじる心は人一倍強く、時には無鉄砲で大胆な行動に出る事も。体育会系だが、ケンブリッジ大学卒のキャリア警察官である。
アイリーン・ハドソン
声 - 梶田夕貴
誕生日：1979年4月1日／性別：女性／所属：スコットランドヤード特捜部火器課／性格：元気、うるさい、世話焼き、したたか、一途、お嬢様、武器マニア、乙女
特捜部の火器管理官。銃火器のプロで任務によっては凄腕の狙撃手として活躍する。アルに恋をしているがなかなか思いは伝わらずやきもきする日々が続いている。アルとコンビを組んでいるトムとは犬猿の仲。
トーマス・シンプソン（トム）
声 - 松野太紀
誕生日：1977年3月12日／性別：男性／所属：スコットランドヤード特捜部IT犯罪課
多くのハッカーを摘発しているハッカー追跡のスペシャリスト。アルとコンビを組んで事件に取り組むことが多く、彼を大変尊敬している。趣味はガーデニング。正義感が強いが甘えん坊で子供っぽい一面もあり、好きな人には親切だが嫌いな人には露骨に反感や嫌悪感を示すこともある。
ジョン・レストレード
声 - 園部啓一
誕生日：1948年2月11日／性別：男性／職業：スコットランドヤード特捜特捜部長
アルたちの上司。ヒラの巡査から叩き上げで警視総監までのぼり詰めた。現場経験豊富で部下からの信頼も厚い。日本びいきで趣味は将棋、盆栽、居合道。サムライの生き様に憧れている。
ディック・マオ・リー
声 - 二又一成
誕生日：1968年11月17日／性別：男性／職業：FBI特別捜査官／性格：沈着冷静、普段はひとに優しいが事件に関わる相手には豹変する
イブカを追っている敏腕捜査官。ニューヨークのチャイナタウン出身。普段は冷静沈着な正確だがイブカを追うときには見境が無くなってしまう。少年時代は不良でケンカの不敗伝説を築いていた。「猫（マオ）」というあだ名は猫のような格闘技を使うことから来ている。
ジャック・ホームズ
声 - 平松広和
誕生日：1958年10月13日／性別：男性／職業：犯罪研究家
イブカの叔父でシャーロック・ホームズの末裔。イブカとは正反対で知的で温和な紳士。様々な学芸に秀で、スコットランドヤードの協力者として数々の事件解決に貢献している。レストレードとも個人的に親しく、チェスや将棋を指したりしている。
M
数々の事件の裏で暗躍する謎の人物。ゲームの終盤でその正体が明らかになる。

### ゲーム版の登場人物
クリストファー・マスグレイヴ
声 - 蛯子匡典
誕生日：1971年7月4日／性別：男性／所属：スコットランドヤード特捜部鑑識課
英国貴族の末裔で誰にでも誰にでも尊大な態度で接する。鑑識官としての腕は確かで、薬物や毒草の研究に関して彼の右に出るものはいないと言われている。研究室には何故かヴァイオリンや愛剣ベアトリーチェが置いてあり、なおかつ異様な植物で溢れかえっている。ひそかにアイリーンに想いを寄せている。
サラ・スタンフォード
声 - 野中カオリ
誕生日：1972年12月13日／性別：女性／所属：スコットランドヤード特捜部医務課
医務課に勤務する精神科医。知性と優しさを併せ持ち、特捜部メンバー達の良き相談役として活躍している。ハードワークのため肌荒れや婚期に悩んだり、年下をからかったりなどお茶目な一面も持っている。
ユーファ・リー
声 - TAMAMI
誕生日：1985年1月5日／性別：女性／職業：大学生
マオの従妹にあたり、15歳の若さで特待生として大学に通う天才少女。以前イブカと関わりがあったらしくとても関心を持っており、マオのアシスタントとしてロンドンに同行する。
エミリア・カートライト
声 - 倖月美和
誕生日：1983年3月3日／性別：女性／職業：ウェイトレス
スコットランドヤード近くのパブで働く少女。アルの亡き友人の妹で、アルを兄代わりに育ったため「お兄ちゃん」と呼び慕っている。

### 小説版の登場人物
柏木啓（かしわぎ けい）
誕生日：1971年9月21日／性別：女性／職業：国際刑事警察機構エージェント
大手企業エンジニアから警視庁に転職、そしてイブカと出会い、様々な事件に巻き込まれることになる。2000年7月にICPOに引き抜かれ、以後はイブカを保護する役目を負っている。物語が進むうちにマオとの関わりも深くなって行く。
柏木潤（かしわぎ じゅん）
誕生日：1982年9月5日／性別：男性／職業：高校生→大学生
柏木啓の弟。成績も良く信頼も集めている少年だが優秀な姉に甘えながらもコンプレックスを抱いており、対抗心からハッカー集団「ミレニアム・ハッカー」（MH）に加入する。1999年末の事件でイブカと出会い、友人となりMHを脱退する。その後は英国に留学し、大学に進学している。
安倍ハルト（あべ - ）
誕生日：1984年8月18日／性別：男性／職業：高校生
自称陰陽師安倍晴明の子孫で陰陽道とディジタルの融合を試みる少年。潤のネット仲間で、自作のウィルス・プログラム「ディジタル式神」を使いイブカに挑戦する。根は寂しがりやなのか仲良くなると暗号のメールを送りつけてくる。
加賀野美咲（かがの みさ）
誕生日：1978年8月17日／性別：女性／職業：大学生（MI6潜入エージェント）
ロンドン出身の帰国子女で大学生だが、その招待はMI6のエージェントで舞妓のアルバイトとして日本全般の研究と日常の情報収集を行っている。アルバイト中に来日したアイリーンと偶然出会い仲良くなる。
リンダ・ホームズ
誕生日：1964年2月2日／性別：女性／職業：会社社長
イブカの母でジャックの妹。イブカが2歳のときにその才能に恐れをなし育児放棄しロンドンに帰国、その後離婚。半導体デザインの会社を経営しているが、イブカの開発した特許技術を使って金儲けをしているため、経営が苦しくなるとイブカに泣きついて来る。そのためイブカには嫌われている。
井深ハル（いぶか - ）
イブカの祖母。数少ないイブカの理解者で、ITに精通したスーパーおばあちゃん。
井深茂（いぶか しげる）
イブカの父。アメリカでロボット工学の研究をしている。イブカに振り回されるもの同士のアルと意気投合する。

## 小説
ゲームの発売に先駆け、1999年12月12日より公式サイト（現在は閉鎖）で連載開始。2001年12月31日までほぼ毎日更新されていた。エピソードは一日一話、実際の日付と連動して展開している。著者は野口幸一。

### WEB連載

#### 1999年
- ミレニアム・ハッカー（12月12日 - 12月31日）

#### 2000年
- メイルフロムヘブン（1月12日 - 1月31日）
- イブカヨーロッパの旅（2月1日 - 2月8日）
- ブラックウィドウウェブ（2月9日 - 2月29日）
- イブカの東海道五十三次（3月1日 - 3月11日）
- サイトオブサウザンドスペル（3月12日 - 3月31日）
- アイリーンのお誕生日（4月1日 - 4月3日）
- イブカの桜前線（4月4日 - 4月10日）
- ヴァーチャル/リアル フォーチュン（4月10日 - 4月30日）
- イブカのおばーちゃんチェイス（5月1日 - 5月11日）
- スーパーグレイトマザー（5月12日 - 5月31日）
- eパンダjパンダiパンダ（6月8日 - 6月10日）
- エラーズオブコンビネーション（6月11日 - 6月30日）
- Crossroads of Life（1）（7月1日 - 7月31日）
- Crossroads of Life（2）（8月1日 - 8月31日）
- シャーロキアン・ラプソディ（9月1日 - 9月18日）
- 百人一首の暗号（9月19日 - 10月18日）
- イブカの大阪くいだおれ道中（10月19日 - 10月31日）
- 消えたエメラルド（11月1日 - 11月30日）
- 聖夜の白き十字（12月1日 - 12月30日）

#### 2001年
- イブカのおいしいお正月（12月31日 - 1月8日）
- 海の心に浮かぶ歌（1月9日 - 1月31日）
- イブカの雪国紀行（2月1日 - 2月8日）
- 姿なき挑戦者（2月9日 - 2月28日）
- イブカのアンティーク騒動（3月1日 - 3月11日）
- 時のパズル（3月12日 - 3月31日）
- 消えた盆栽（4月1日 - 4月10日）
- だましだまされ大作戦（4月11日 - 4月30日）
- イブカのおとし噺騒動（5月1日 - 5月10日）
- 人参プロブレム（5月11日 - 5月31日）
- イブカのむかしむかし（6月1日 - 6月10日）
- 霧山の魔女城（6月11日 - 6月30日）
- ロンドンサムライ捕物帖（7月1日 - 7月11日）
- 恐怖の回路（7月12日 - 7月31日）
- イブカの北前航路（8月1日 - 8月12日）
- 天動説と地動説（8月13日 - 8月31日）
- 白いカラスと黒いサギ（9月1日 - 9月10日）
- どこにもいないあいつ（9月11日 - 9月30日）
- 猫とバナナと屋台の商人（10月1日 - 10月11日）
- 踊る赤毛の悪魔の紐（10月12日 - 10月31日）
- イブカと秘密のソムリエール（11月1日 - 11月11日）
- マネー・ゴー・ラウンド（11月12日 - 11月30日）
- イブカのないしょばなし（12月1日 - 12月11日）
- どんなに時が流れても（12月12日 - 12月31日）

### 書籍
上記のWEB小説に加筆修正をしたもの。ファミ通文庫刊。
著：野口幸一　イラスト：内山まゆみ
- ディジタル・ホームズ ミレニアム・ハッカー 2001年2月19日 ISBN 4-7577-0345-7
- ディジタル・ホームズ 陰陽師の挑戦 2001年4月20日 ISBN 4-7577-0408-9（「サイトオブサウザンドスペル」より改題）